# 29 septembre 1914
Le mardi 29 septembre 1914 est le 272e jour de l'année 1914.

## Naissances
- Alexeï Balalouïev (mort le 9 août 1946), aviateur soviétique
- Jean Bréchignac (mort le 25 mai 1984), officier parachutiste français
- D.J. Opperman (mort le 22 septembre 1985), écrivain et poète d'Afrique du Sud
- Ryōichi Tsuji(mort le 6 mars 2013), écrivain japonais

## Décès
- Gustave Dreyfus (né le 21 mars 1837), collectionneur d'art
- Jean Bouin (né le 24 décembre 1888), athlète français

## Autres événements
- Décret de mise sous séquestre de tous les biens nationaux ennemis de la France
- Sortie russe du film Digne de la patrie
- Lancement du HMS Caroline
- Fin de la Bataille d'Albert (1914)
- Fin de la Bataille de Sandfontein
- Botmeur